# Richard Heinberg

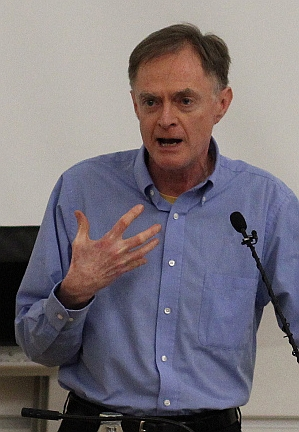
Richard Heinberg (2013)

Richard Heinberg (* 21. Oktober 1950) ist ein US-amerikanischer Journalist, Autor, Musiker und Illustrator und Dozent am New College of California. Er publizierte über Energie, ökonomische und ökologische Themen.

## Leben
Heinberg wurde, nach zwei Jahren am College und eines persönlichen Studiums, persönlicher Assistent Immanuel Velikovskys und im November 1979, nach Velikovskys Tod, Assistent dessen Ehefrau.
Sein erstes Buch, Memories and Visions of Paradise: Exploring the Universal Myth of a Lost Golden Age, erschien 1989. 2003 erschien sein Buch The party's over über das globale Ölfördermaximum. Er arbeitet derzeit als Wissenschaftler am Post Carbon Institute und als Autor des MuseLetter.
Heinberg lebt in Santa Rosa in Kalifornien und ist mit Janet Barocco verheiratet.

## Werke (Auswahl)
- Power: Limits and Prospects for Human Survival. 2021, New Society Publishers, ISBN 978-0-86571-967-5.
Das Ende des Wachstums:alte Konzepte – neue Realitäten. Ursel Schäfer (Übers.), Leipzig 2013 Manuscriptum, ISBN 978-3-937801-76-6.
  - End of Growth: Adapting to Our New Economic Reality, 2011 Clairview Books, ISBN 978-1-905570-33-1.
- Jenseits des Scheitelpunkts. 2012 Waltrop, Manuscriptum.
- The party's over.  München 2004, Riemann, 1. Auflage. ISBN 0-86571-482-7.
  - Öl-Ende. 2008 München, Riemann, Erweiterte und aktualisierte Neuausgabe.